# Fortaleza de Sudak
La fortaleza de Sudak o fortaleza genovesa (en ucraniano: Генуезька фортеця; en ruso: Генуэзская крепость; en tártaro de Crimea: Ceneviz qalesi; en italiano: fortezza genovese) es un edificio militar, cerca de las ruinas de la antigua ciudad de Soldaia, ubicado en Sudak, Crimea. La fortaleza fue construida por la República de Génova como una de las colonias de Gazaria. La estructura está protegida por acantilados rocosos en el lado marítimo, mientras que las partes restantes están rodeadas por murallas.

## Historia
La construcción de la fortaleza de Sudak se puede dividir en al menos 4 períodos, durante los cuales hubo varias restauraciones. Los romanos construyeron estructuras defensivas en la zona en la era del Imperio romano bajo Constantino I el Grande, en el primer tercio del siglo IV.Según la leyenda recogida en la fuente tardía “Sudak Synaxar”, la fortaleza fue construida en el año 212 por los alanos, pero hasta el día de hoy no se ha encontrado evidencia arqueológica de esta fecha. En este sentido, muchos científicos fechan su construcción a finales del siglo VII y la asocian con los jázaros o bizantinos.  Probablemente, el nombre moderno proviene del nombre de una de las torres (“Suggestu”). Además de los jázaros y bizantinos, la fortaleza también fue propiedad de los cumanos (siglos XI-XIII) y la Horda de Oro (siglos XIII-XIV).
La fase más documentada es sin duda la fase en la que la fortaleza fue una colonia de Gazaria, el dominio de la República de Génova en Crimea. Los genoveses dejaron importantes huellas de su presencia, como las inscripciones de los nombres de las torres. En 1475, los turcos sitiaron el fuerte, tras lo cual el cónsul y su ejército huyeron por mar y los habitantes se rindieron a los vencedores.
No hay rastros del período otomano (1475-1783), pero varios edificios de la estructura fueron desmantelados desde 1783 hasta el siglo XIX, cuando todo el complejo fue registrado entre los monumentos históricos.
Después de la anexión de Crimea por el Imperio ruso, el regimiento de Kirill estuvo acuartelado aquí y por orden de Gregori Potemkin se construyeron 2 cuarteles, cuyas ruinas se han conservado. Delante de uno había 2 cañones de hierro fundido, abandonados por las tropas rusas por inútiles.
Hasta 2014, la fortaleza era una rama de la Reserva Estatal de Arquitectura e Historia dependiente del Museo de Sofía en Kiev. El 24 de junio de 2014, después de la anexión de Crimea por Rusia, se creó una institución independiente, el museo-reserva Fortaleza de Sudak. Desde 2019, la restauración de este monumento ha sido confiada a la famosa empresa Meander, cercana al ministro de cultura ruso Vladímir Medinski.

## Arquitectura
El edificio tiene dos órdenes de defensa: el inferior protegía la ciudad, mientras que el superior estaba formado por la ciudadela, que incluía el castillo consular, el patio y la torre de vigilancia. El lado este no tiene torres, ya que está protegido por un precipicio, mientras que en los otros lados las torres están dispuestas de manera uniforme, a una distancia aproximada de 70-100 m entre sí. La puerta está situada entre dos torres que se abrieron desde el interior para controlar los movimientos de los mercenarios, mientras que el espacio delante de la puerta está protegido por una barbacana.
La mezquita, que cuenta con una exposición de museo, es el edificio más grande y mejor conservado dentro de la estructura. Los genoveses la convirtieron en una sala de recepciones y luego volvió a su función original durante el período otomano, hasta que se convirtió en una iglesia católica armenia en el siglo XIX. En el lado sur de la fortaleza se encuentran los restos de las fortificaciones cercanas al puerto, entre ellas la torre Federico Astagvera y la iglesia de los Doce Apóstoles. También se encuentran restos de la escuela italiana de arquitectura defensiva de los siglos XIV-XV.

## Galería

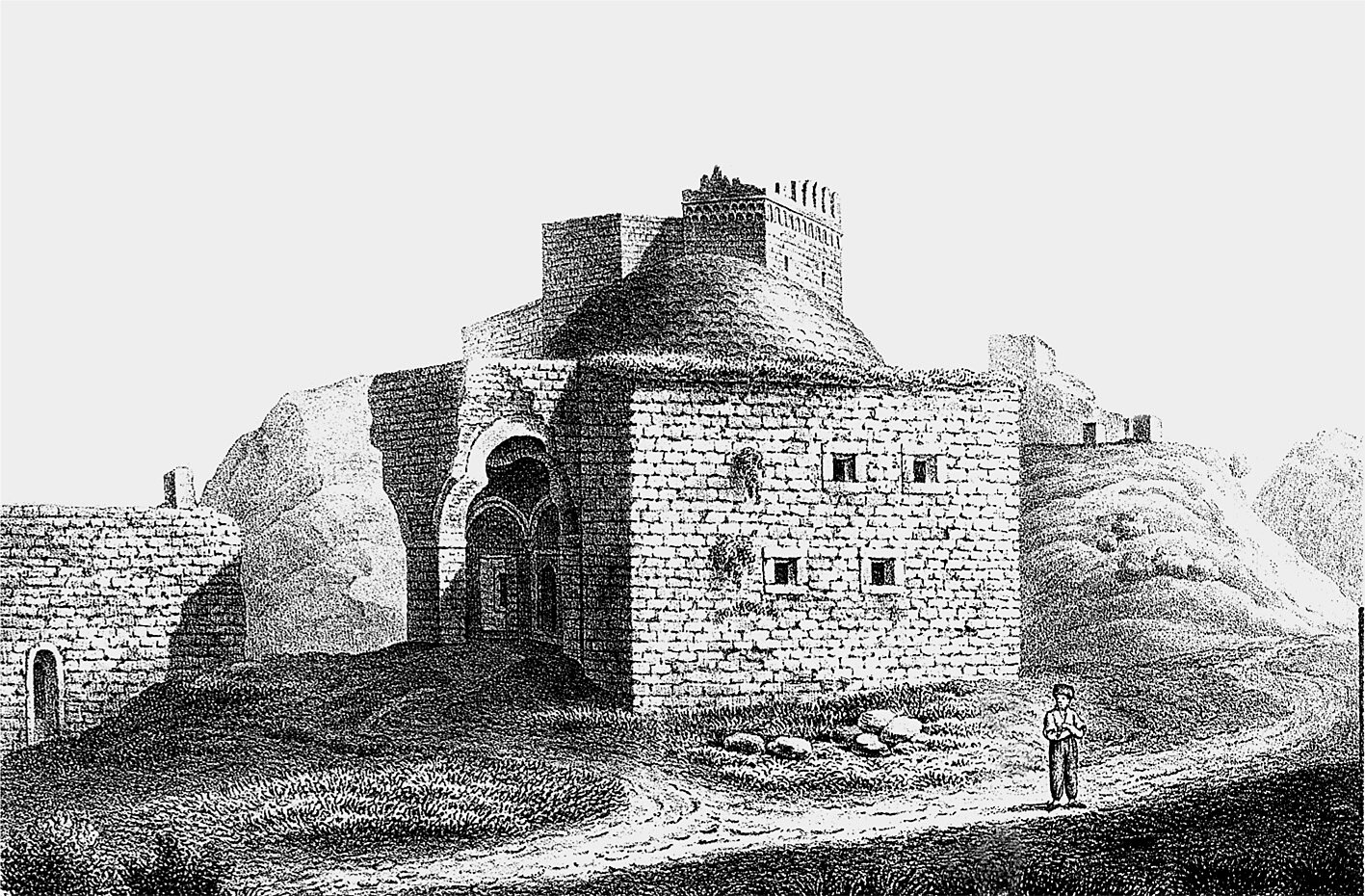
Grabado de la mezquita (1843)
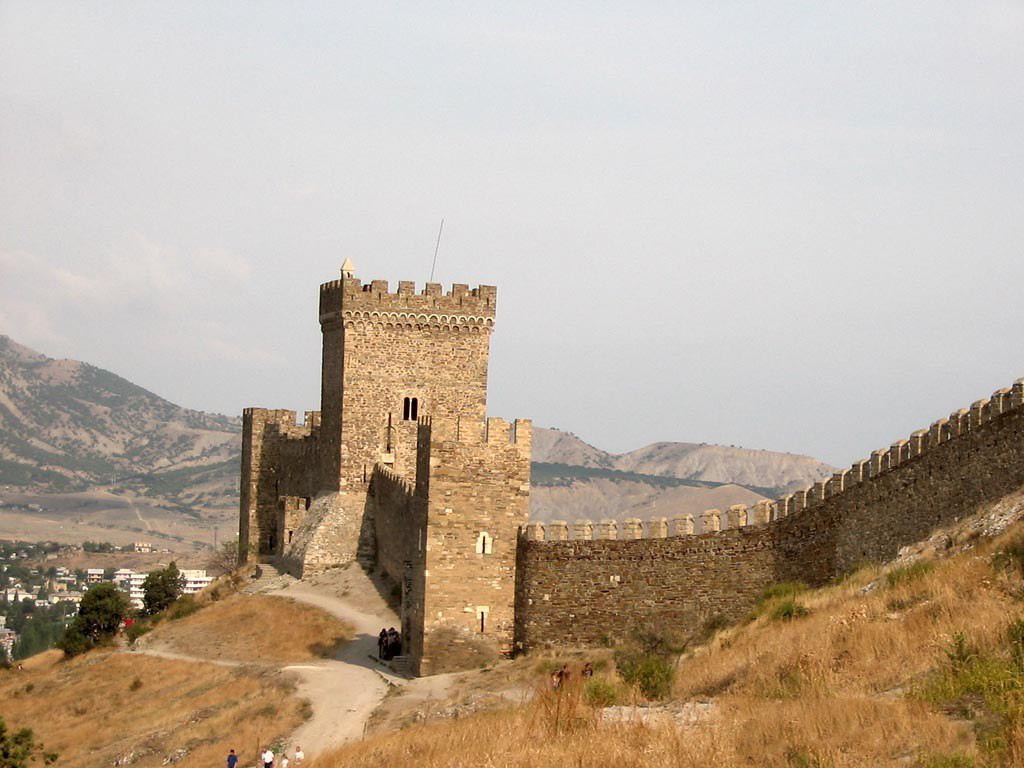
Torres de la fortaleza
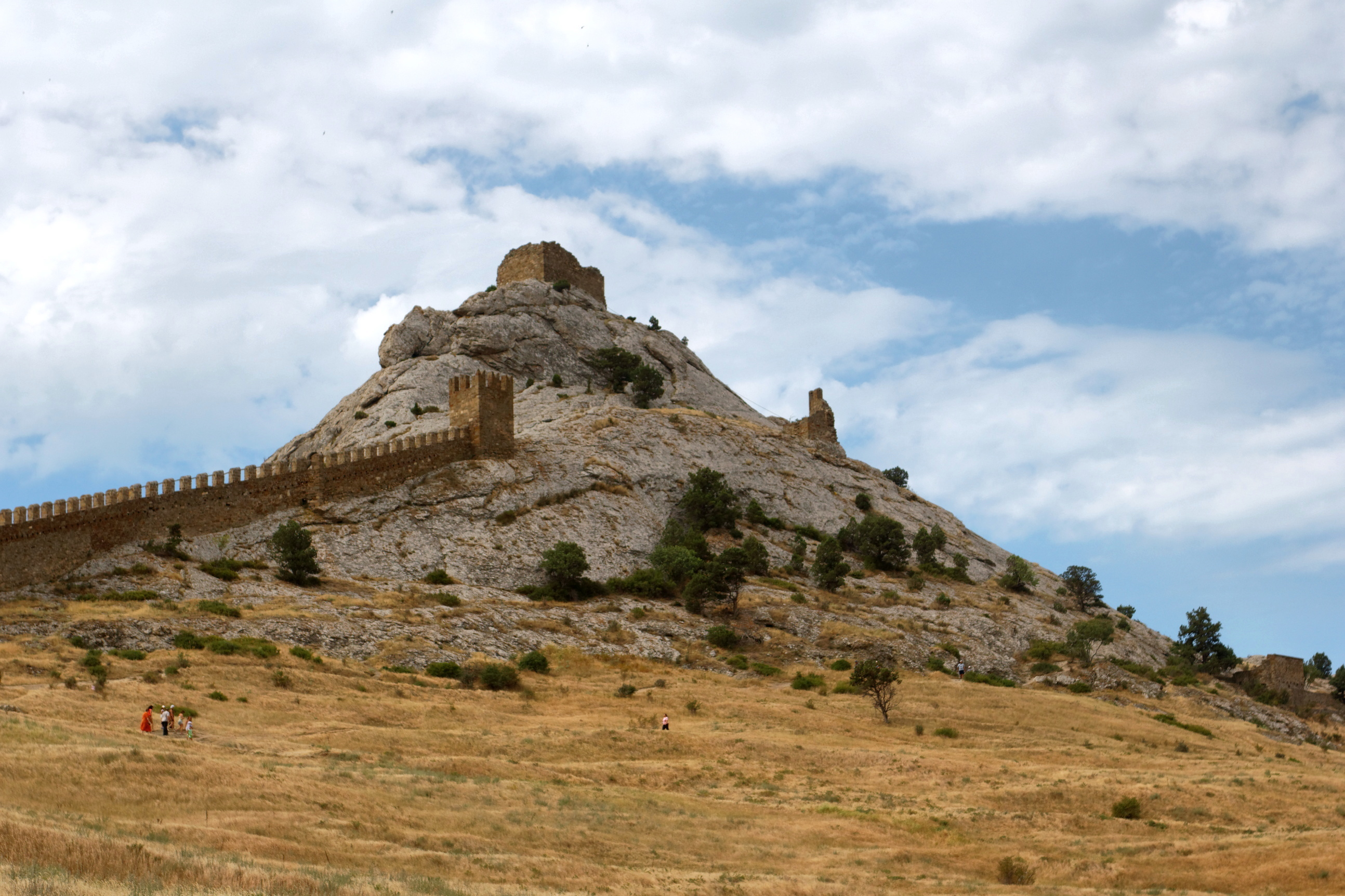
Vista de la fortaleza
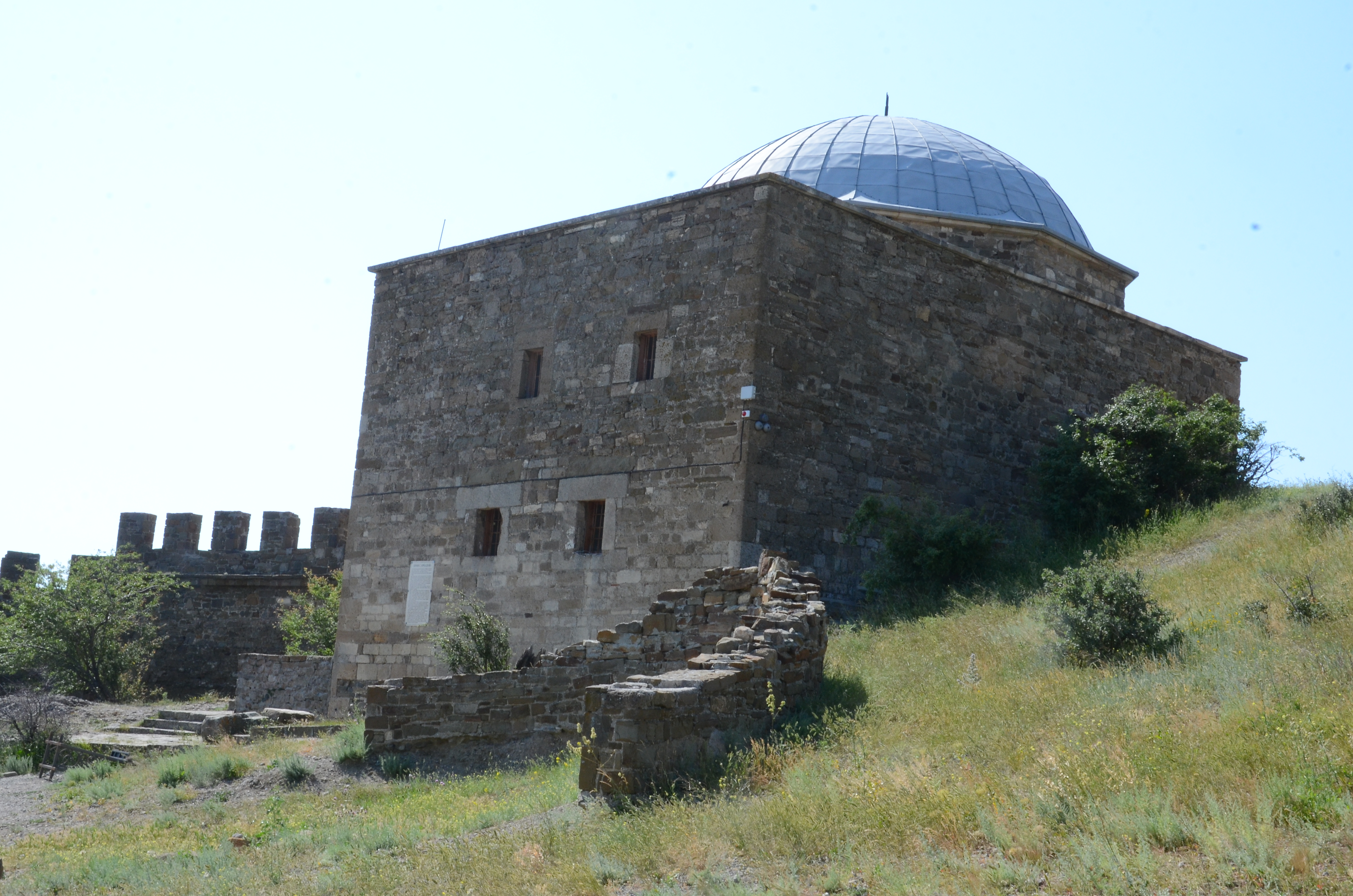
Mezquita de Sudak
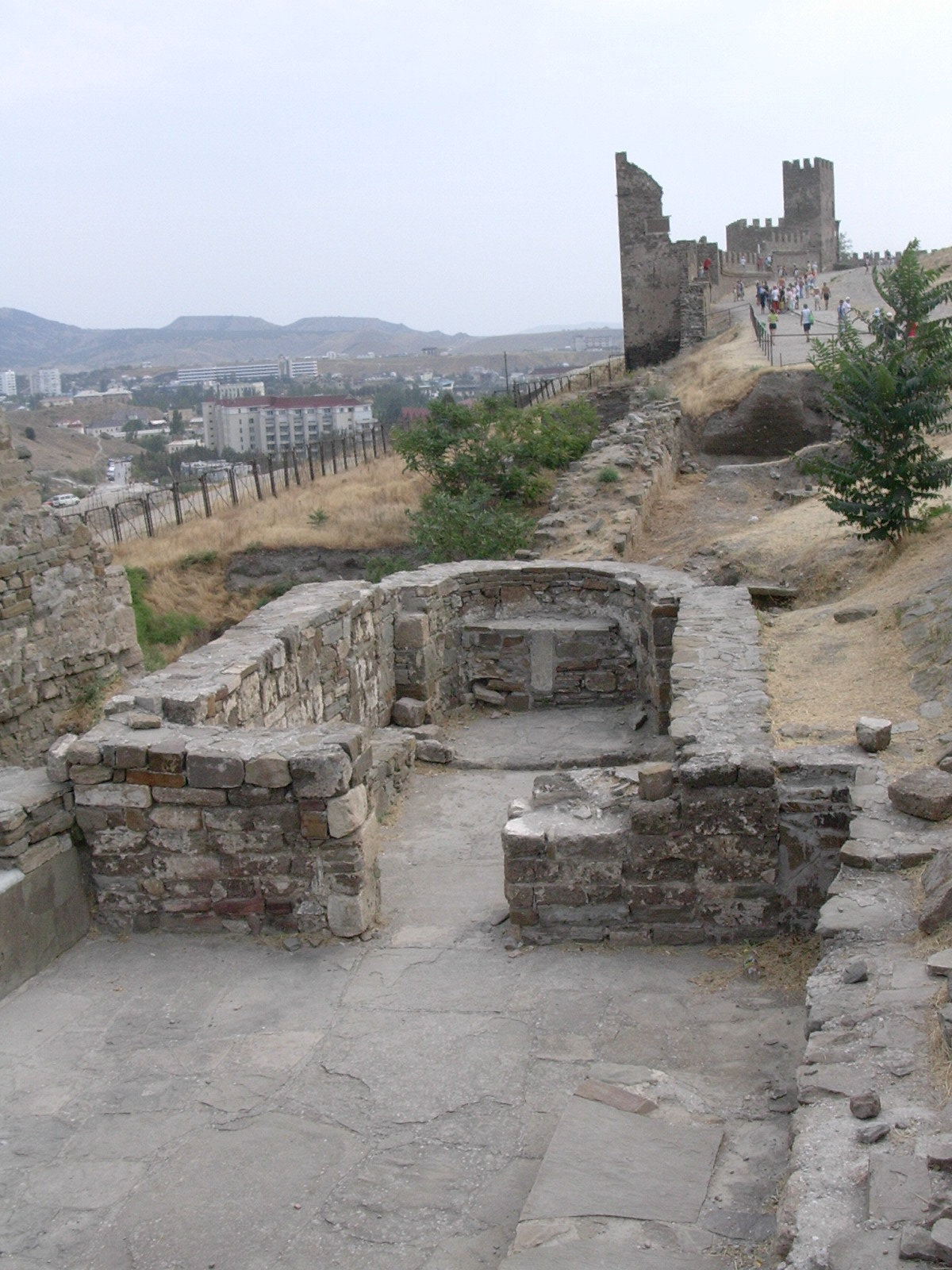
Cisternas de la fortaleza